# كارل مكلنبورغ
كارل مكلنبورغ (بالإنجليزية: Karl Mecklenburg)‏ هو لاعب كرة قدم أمريكية أمريكي، ولد في 1 سبتمبر 1960 في سياتل في الولايات المتحدة.

## وصلات خارجية
- كارل مكلنبورغ على موقع مرجع كرة القدم المحترفة.كوم (الإنجليزية)
- كارل مكلنبورغ على موقع قاعة كولورادو للمشاهير الرياضية (الإنجليزية)